# Zeros
Zeros Cresson, 1943 è un genere di insetti della famiglia Ephydridae (Diptera: Schizophora). 

## Tassonomia
Comprende le seguenti specie:
- Z. calverti
- Z. defecta
- Z. dissimilis
- Z. fenestralia
- Z. flavipes
- Z. fractivirgata
- Z. intermedius
- Z. invenatus
- Z. maculosus
- Z. maximus
- Z. obscurus
- Z. orientalis
- Z. proximus
- Z. vicinus